# Legatus Augusti pro praetore
A legatus Augusti pro praetore a Római Birodalom császárkorában praetori jogkörrel felruházott helytartó volt egy-egy császári (nem senatusi) kormányzás alatt álló provincia élén. A köztársaságkori legatus tisztségből fejlődött ki. Rangja megegyezett a proconsul alatt szolgáló legatus pro praetore rangjával, hatásköre azonban annál jóval szélesebb volt.

## Kialakulása
A legatus eredetileg az imperiummal rendelkező hadvezér, az imperator mellé kirendelt szenátori rangú segítő volt, akit a senatus küldött küldött ki. Pompeiusnak engedélyezték először, hogy maga nevezzen ki legatusokat, akiket többek között a saját provinciái élére is helyezett, amely gyakorlat a római polgárháború idején is folytatódott.
A polgárháború végül Octavianus győzelmével végződött, s a kialakuló principatus elemeként, már mint Augustus Caesar i. e. 27-ben megosztozott a szenátussal a birodalom provinciáin. A részére elkülönített provinciákban 10 évre helytartói hatalmat (imperium proconsulare) kapott. Augustus folytatta a Pompeius, majd a polgárháború által kialakított hagyományt, és minden provinciála élére egy egy legatust állított praetori jogokkal felruházva. Augustus helytartói hatalmát lejártakor mindig megújították, így az élete végéig tartott. Utódai már eleve élethossziglan megkapták ezt a jogot, így ez a császári intézmény része lett.

## Jogköre
A legatus Augusti pro praetore praetori imperiuma a provincia határáig volt érvényben, míg a császár (augustus consuli imperiuma az egész birodalomra. A pro prateore megnevezés ellenére mégis inkább a proconsulok hatásköréhez állt közelebb, mivel általában a birodalom veszélyeztetettebb határtartományai álltak császári kormányzás alatt. A legati Augusti ezért önállóan szervezhették a hadsereget, vezethettek büntetőhadjáratot a betörő ellenséggel szemben. Politikai döntéseket hozhattak az elégedetlenség leszerelésére.
Hivatali szervezetük azonban korlátozottabb volt, mint a proconsuloké. Nekik nem voltak legatusaik, nem volt questoruk, és takarékossági okból az alájuk rendelt legiók egyikének maguk voltak a parancsnokuk (legatus legionis).
Megbízatási idejük leggyakrabban három év volt, de többek között Tiberius és az adoptált császárok ennél hosszabb megbízatásokat is adtak.

## Rangja
Rangjuk kezdetben megfelelt a senatusi provinciát kormányzó proconsul alatt szolgáló legatus pro praetore rangjának. Két rangcsoportba tartoztak attól függően, hogy egylégiós, vagy többlégiós provincia élén álltak. Ezt mindenesetre Septimius Severusig nem nagyon különböztették meg, onnan kezdve a magasabb rangú csoport neve legatus Augusti pro praetore vir consularis lett, utalva a consulok több légióra, azaz egy egy egész hadseregre kiterjedő jogkörére.
A hivatali előmenetelben (cursus honorum) a praetori és a legatus legionis tisztség után, a consuli tisztség előtt helyezkedett el.